# 国際連合安全保障理事会決議51
国際連合安全保障理事会決議51（こくさいれんごうあんぜんほしょうりじかいけつぎ51、英: United Nations Security Council Resolution 51, UNSCR51）は、1948年6月3日に国際連合安全保障理事会決議で採択された決議。主にカシミール紛争に関するこれまでの決議を再確認するものである。
この決議は、インド・パキスタン紛争に関する過去の理事会決議を再確認し、国際連合安全保障理事会決議39で設置された委員会に対し、紛争地域に移動し、国際連合安全保障理事会決議47で与えられた任務を早急に遂行するよう指示した。また、パキスタンの外務大臣が安保理に送付した書簡に対応するよう委員会に指示した。
決議は8票で採択されたが、中華民国、ウクライナ・ソビエト社会主義共和国 、ソビエト連邦は棄権した。

## 内容
以下はその和訳。
安全保障理事会は、
1. 1948年1月17日の決議38（1948）、1月20日の決議39（1948）、4月21日の決議47（1948）を再確認する。
2. 国際連合インド・パキスタン委員会に対し、決議47（1948）で与えられた任務を優先的に達成するため、紛争地域に遅滞なく赴くよう指示する。
3. さらに同委員会に対し、1948年1月15日付のパキスタン外相の書簡で提起された事項について、安保理決議39（1948）のD項に示された順序で調査し、適切と思われるときに安保理に報告するよう指示する。